# Střešovické skály
Střešovické skály je přírodní památka v katastru Střešovic a Břevnova, které jsou součástí Prahy 6. Je to fragment kdysi mohutného skalního masivu, ovlivněného dlouhodobou těžební a stavební činností. Chráněné území je v péči Magistrátu hlavního města Prahy. Plán péče o území zahrnuje péči o geologický profil a některé druhy rostlin, chránění živočichové na území nejsou.

## Historie
Skalní pás (včetně plochy mimo chráněné území) byl dříve využíván k těžbě různých surovin včetně kamene i dalších materiálů, jako je písek a zřejmě i limonit. Nejviditelnější stopy po těžbě kamene jsou vidět na místě bývalého lomu za východní hranicí chráněného území. Na mapě stabilního katastru z roku 1840 lze identifikovat oblasti na náhorní plošině nad těmito skalami, což jsou pravděpodobně opuštěné lomy na těžbu kamene. Dokladem historického využití této oblasti může být i existence domu „bývalého místního uhlíře“.
Podle map stabilního katastru z roku 1840 byla horní část tohoto území, pravděpodobně až k jeho samé hraně, využívána pro zemědělské účely a byla zde orná půda. Pouze úzký pás samotných skal a zejména plochy pod nimi sloužily jako pastviny. Až do konce čtyřicátých let 20. století byla oblast jen částečně zarostlá dřevinami, což znamenalo, zdejší skály byly velmi dobře patrné.
Oblast slouží jako rekreační místo pro rodiny s dětmi.

## Geologie a geomorfologie
Předmětem ochrany jsou pískovcové skály s přirozenými jeskyněmi a puklinami, geologicky i krajinářsky významné. Jedná se o skalní odkryvy v prostoru mezi ulicemi Na Petřinách a U VI. baterie. Ve spodní části geologického profilu se nacházejí sladkovodní hrubozrnné pískovce, na kterých leží vrstva jemnějších pískovců s kaolinickým tmelem a s jílovitými partiemi peruckých vrstev (cenoman, svrchní křída). Ve svrchní části profilu se nacházejí mořské pískovce korycanských vrstev, v jejichž jílovitých partiích lze nalézt četné ichnofosilie. V minulosti zde probíhala těžba, jejíž stopy jsou dosud patrné v bývalém lomu, který se nachází poblíž východní hranice chráněného území.

Území se nachází v geomorfologickém celku Pražská plošina a rozkládá se v nadmořské výšce mezi 315 a 335 m. Přesným zaměřením jednotlivých parcel bylo zjištěno, že rozloha chráněného území je mnohem menší než 2,5 ha uvedených v původní vyhlášce – ve skutečnosti se jedná o plochu pouhých 1,4449 ha, z toho 1,3993 ha jsou lesní pozemky a 0,0456 ha je nelesní část.

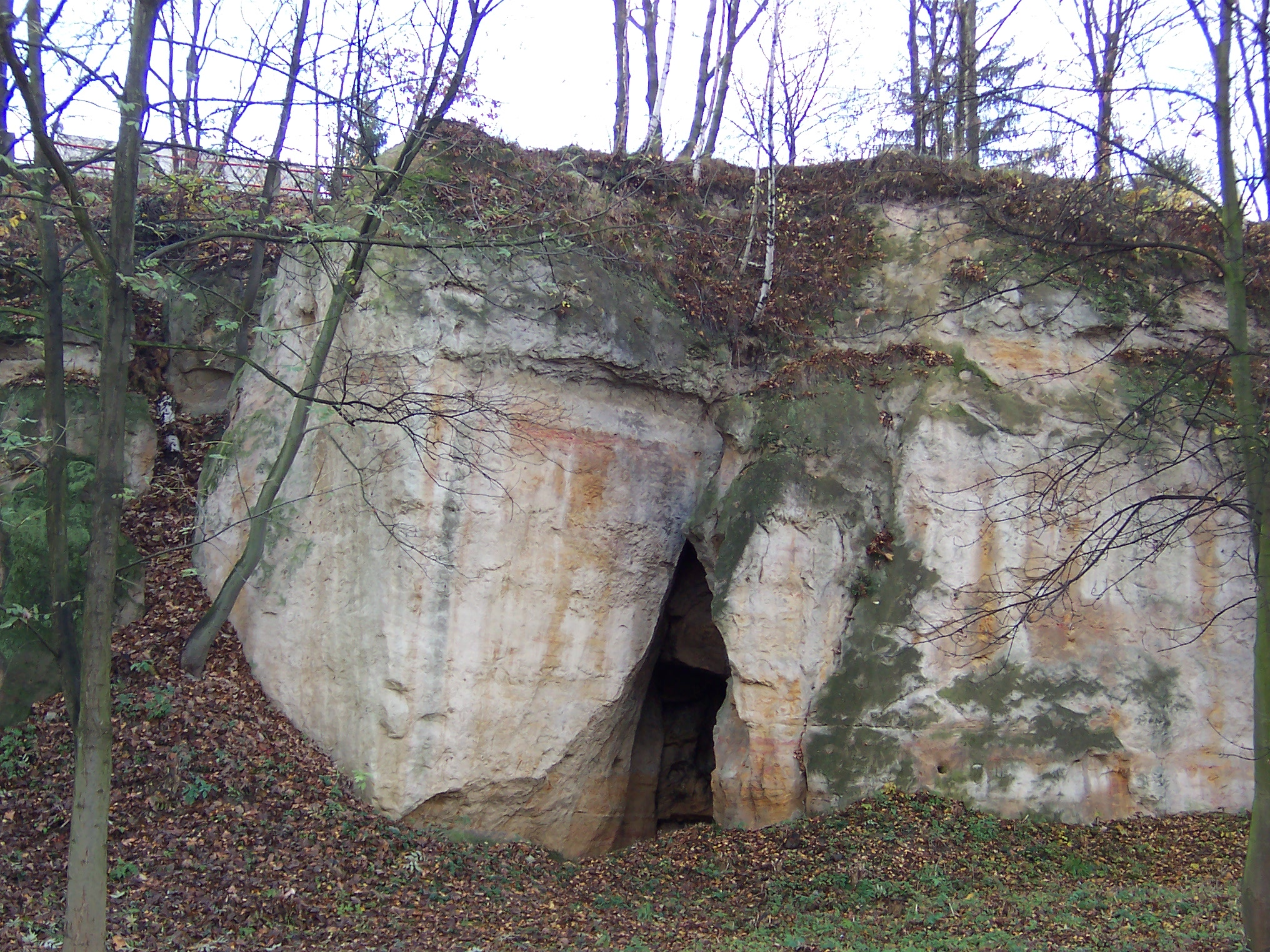
Pískovcové stěny s malou jeskyní

## Vodstvo

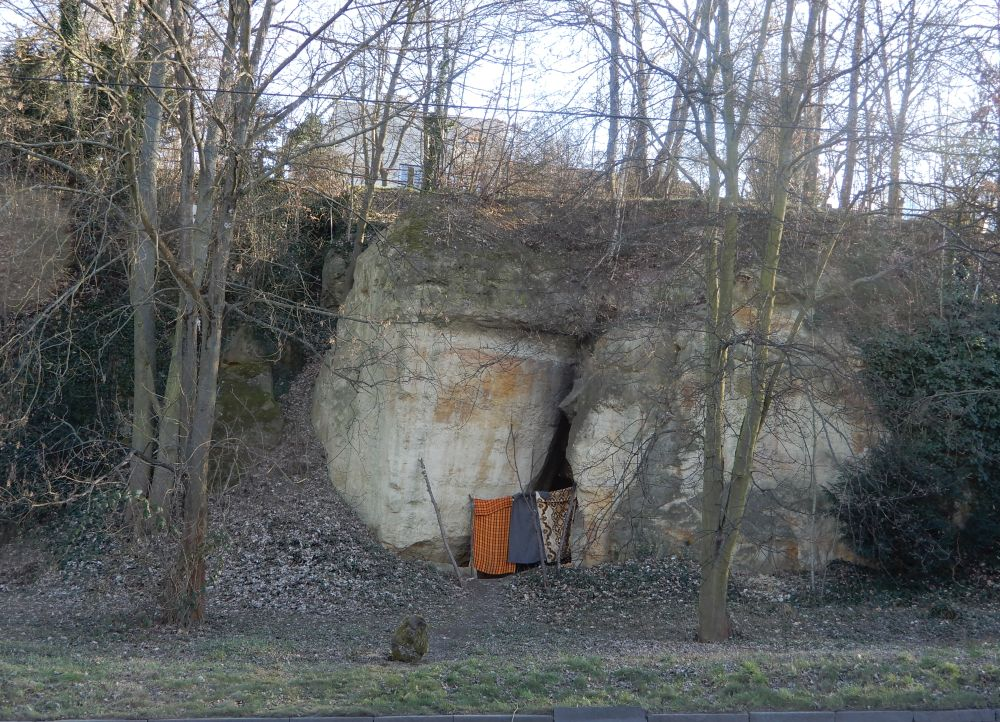
Jeskyně obydlená bezdomovci

Skály jsou také prameništěm vody. Pramínky vytékající na Střešovickou ulici v oblasti pod zvoničkou během zimního období v šedesátých až sedmdesátých letech 20. století způsobovaly náledí a byly příčinou dopravních nehod. V osmdesátých letech je podnik Sady, lesy, zahradnictví dokázal usměrnit intenzivní výsadbou popínavých rostlin. Nejsilnější pramen měl chutnou pitnou vodu a sloužil od 19. století do devadesátých let 20. století jako Střešovická studánka. Po roce 2000 ji zlikvidovala nepovolená novostavba domu a jeho příjezdová cesta.

## Půdy
Na horní hranici skal a pod nimi jsou pozorovány typy půdy jako rankery a kambizemě, což je typické pro tento druh hornin.

## Flora
Defilé pískovcových skal bylo v minulosti zbaveno lesního porostu. V současnosti je toto území převážně pokryté dřevinnou vegetací, která zahrnuje původní (javor klen, javor mléč, bříza bělokorá) i nepůvodní druhy (jírovec maďal, štědřenec odvislý). Bylinné patro je tvořeno zejména druhy, které jsou adaptované na lidské prostředí, a druhy, které se obvykle vyskytují na sušších travinách (rozrazil ožankolistý, jitrocel prostřední). Na vrchních částech skal se vyskytuje vegetace, která roste na suchých, kyselých a vápnitých stanovištích  (kyselka obecná, rožec rolní, jestřábník chlupáček, jestřábník savojský, jestřábník Lachenalův, jestřábník hladký, kostřava žlábkatá a smělek štíhlý).

## Ochrana přírody
Hlavním dlouhodobým cílem je ochrana geologického profilu před ničením a zarůstáním dřevinami. Z hlediska bioty je péči vhodné zaměřit zejména na horní hranu skal s výskytem fragmentů kyselé doubravy, lemových společenstev a fragmentů suchomilných trávníků. Zde je třeba zamezit nadměrnému zarůstání dřevinami a zabránit ruderalizaci porostů.
Plán péče zahrnuje redukci porostů dřevin, aby nezakrývaly pohled na skály. Je vhodné upřednostňovat domácí druhy dřevin na úkor nepůvodních (redukovat zejména akát).

## Fotogalerie

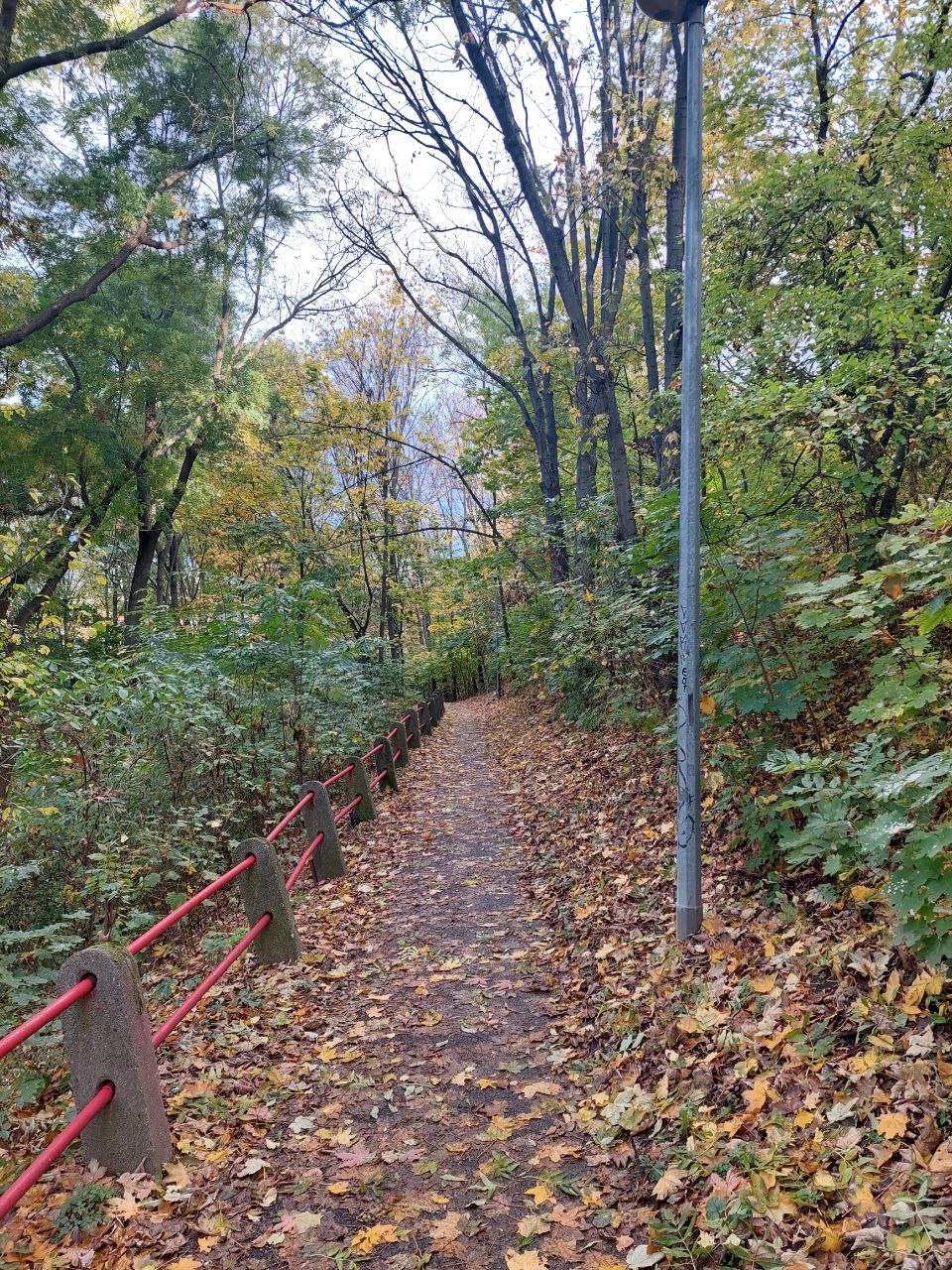
Prostor nad skalami
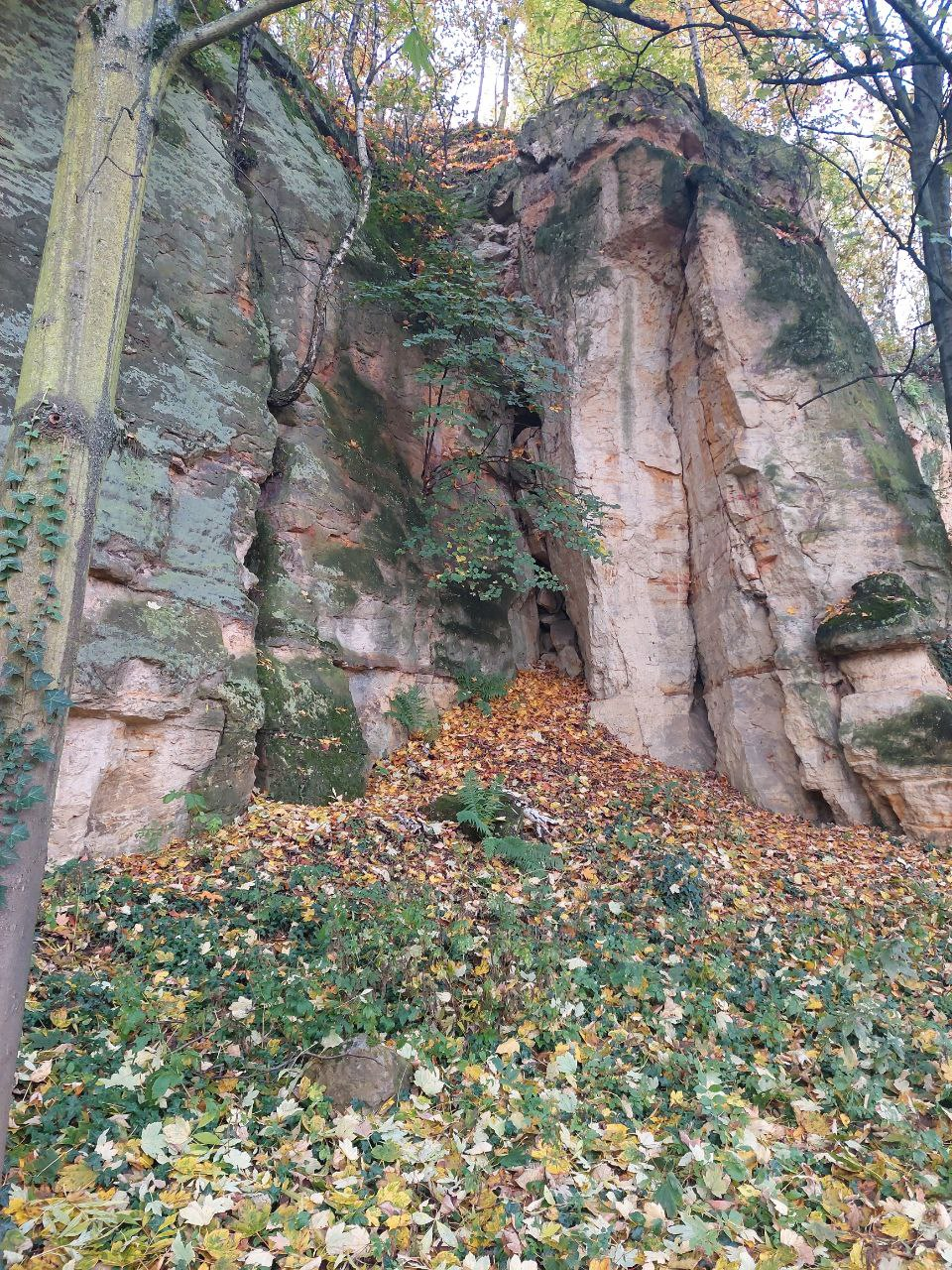
Pohled na skály ze strany silnice